# Anders Gustaf Dahlbom
Anders Gustaf Dahlbom, född den 3 mars 1806 i Herrberga socken, Östergötlands län, död den 3 maj 1859, var en svensk entomolog. Han var far till konstnären Wilhelm Dahlbom.
Dahlbom blev student vid Lunds universitet 1825, filosofie magister 1829, docent i naturalhistoria 1830, extra ordinarie adjunkt i entomologi 1841, ordinarie adjunkt i samma ämne 1843 och intendent vid universitetets entomologiska samlingar samt extra ordinarie professor 1857.
Med understöd av allmänna medel företog han många studieresor och gjorde därunder iakttagelser, som offentliggjordes i  disputationer och vetenskapliga tidskrifter. Hans viktigaste arbete är Hymenoptera europæa præcipue borealia (1843-53), ett av de grundläggande verken för kännedomen om steklarna.
Dahlbom ligger begraven på klosterkyrkogården i Lund.